# Anni Erler
Pour les articles homonymes, voir Erler.
Anni Erler, née le 23 mars 1953 et morte le 19 juillet 2012, est une chanteuse autrichienne spécialisée dans le yodel. Elle est inhumée le 26 juillet 2012 dans le cimetière du village d'Ötztal-Bahnhof (de).